# (5745) 1991 AN
(5745) 1991 AN (1991 AN, 1928 TE, 1980 TC15, 1983 RB9) — астероїд головного поясу.
Тіссеранів параметр щодо Юпітера — 3,651.